# NGC 1585
NGC 1585 è una galassia a spirale situata nella costellazione del Bulino, a una distanza di circa 223 milioni di anni luce dalla nostra Via Lattea.

## Scoperta
La galassia è stata scoperta il 1 dicembre 1837 dall'astronomo britannico John Herschel.

## Descrizione
NGC 1585 ha una classe di luminosità III e presenta una larga riga a 21 cm dell'idrogeno neutro.